# 軍事外交アカデミー
軍事外交アカデミー（ぐんじがいこうアカデミー、ロシア語: Военно-дипломатическая академия、略称: ВДА）は、ロシア連邦軍の情報幕僚、駐在武官、非合法諜報員を教育するための教育施設。ロシア連邦軍参謀本部情報総局（GRU）が管轄する。軍部隊22177。モスクワ市に位置する。

## 組織
ソ連時代の組織は以下の3学部から成った。
- 第1学部：戦略エージェント諜報。「背広」、言い換えれば、大使館「カバー」の下で働く者を訓練する。
- 第2学部：エージェント作戦諜報。駐在武官職員を訓練。
- 第3学部：作戦・戦術諜報。軍管区本部に配置される作戦・戦術情報将校を訓練する。毎年、約200人がアカデミーを卒業する。

第1学部では民間カバー（大使館、通商代表部、貿易船団、アエロフロート職員等）の下で働くべき聴講生が、第2学部では駐在武官としての使用が意図された者が教育されたと考えられていたが、その教育プログラムは非常に似ていた。その外、第1学部の卒業生は、駐在武官職を頻繁に往復した。
軍事外交アカデミーの下には、外国語学部、GRU軍事外交アカデミー大学院及び軍事外交アカデミー附属高等学術課程も存在する。

## 入校
軍事外交アカデミーには、第2教育としてのみ採用される。アカデミー編入候補者は、主として部隊将校が選抜され、入校試験の権利を得る前に、2～3年間、信頼性と倫理的資質に対する検査を受ける。
2002年、国防相セルゲイ・イワノフは、軍事外交アカデミーの生徒1人の教育には、年間3万ドルが費やされていると表明した。

## 歴代校長
- ミハイル・シャリン（Михаил Шалин）中将（1946年～1949年）
- N.スラヴィン（Н.Славин）中将（1949年～1953年）
- ミハイル・コチェトコフ（Михаил Кочетков）中将（1953年～1957年）
- A.ペトルシェフスキー（А.Петрушевский）大将（1957年～1959年）
- ミハイル・ドラトヴィン（Михаил Дратвин Иванович）少将（1959年）
- ワシーリー・フロポフ（Василий Хлопов）中将（1959年～1967年7月）
- レオニード・ベクレネフ（Леонид Бекренев）中将（1967年～1973年）
- L.トロコンニコフ（Л.Толоконников）大将（1973年～1975年）
- アナトーリー・パヴロフ（Анатолий Павлов）大将（1975年～1978年）
- ワレンチン・メシチェリャコフ（Валентин Мещеряков）大将（1978年～1988年）
- ローリー・クジミク（Лорий Кузьмиг）大将（1988年～1992年）
- V.イワノフ（В.Иванов）大将（1992年～1999年）
- V.トカチェフ（В.Ткачев）大将（1999年～）